# 李政道研究所
李政道研究所（Tsung-Dao Lee Institute）是中華人民共和國上海市一家科学研究中心，該機構的研究方向為粒子物理与核物理、天文物理与天体物理、暗物质、暗能量、衍生物理和量子基础科学。

## 历史
2016年11月28日，該研究所成立於上海交大。2017年，弗朗克·维尔切克担任所长，2018年，李政道担任名誉所长。2021年12月，位於浦東新區张江的李政道研究所实验新楼投入使用。

## 外部連結
- 官方网站